# Erkki Gustafsson
Erkki Gustafsson (* 31. Dezember 1912 in Helsinki; † 13. Januar 1966 ebenda) war ein finnischer Fußballspieler.

## Leben
Gustafsson spielte für den Verein Helsingin Toverit, der in den 1930ern in der höchsten finnischen Spielklasse, der Mestaruussarja, vertreten war. Zwischen 1932 und 1939 spielte er dreimal für die finnische A-Nationalmannschaft und viermal für die B-Auswahl Finnlands. Er gehörte auch zur finnischen Olympiamannschaft 1936 in Berlin.
Erkki Gustafsson starb 53-jährig 1966 in seiner Heimatstadt Helsinki.